# جزيرة سابانغكور الكبرى
جزيرة سابانغكور الكبرى وهي جزيرة من جزر إندونيسيا، وتقع ضمن جزر كانغيان في إقليم جاوة الشرقية.